# James Turner Morehead (guvernör)
James Turner Morehead, född 24 maj 1797 i Bullitt County, Kentucky, död 28 december 1854 i Covington, Kentucky, var en amerikansk politiker. Han var guvernör i delstaten Kentucky 1834–1836. Han representerade Kentucky i USA:s senat 1841–1847.
Morehead studerade vid Transylvania University. Han studerade därefter juridik och inledde 1818 sin karriär som advokat i Kentucky. Han gick med i Nationalrepublikanska partiet. Han var viceguvernör i Kentucky 1832–1834. Guvernör John Breathitt avled i februari 1834 i ämbetet och efterträddes av Morehead.
Guvernör Morehead var år 1834 med om att grunda Whigpartiet. Han efterträddes 1836 som guvernör av James Clark. Morehead efterträdde sedan 1841 John J. Crittenden som senator för Kentucky. Han efterträddes 1847 som senator av Joseph R. Underwood.
Morehead var baptist. Han gravsattes på Frankfort Cemetery i Frankfort.